# Резолюция 1970 на Съвета за сигурност на ООН
Резолюция 1970 на Съвета за сигурност на ООН е приета единодушно на 26 февруари 2011 г. по повод систематичното нарушаване на човешките права в Либийската арабска джамахирия. Резолюцията въвежда санкции срещу режима на Муамар Кадафи, които включват замразяване на финансови активи на семейство Кадафи и други висши функционери на режима, въвеждане на оръжейно ембарго и сезиране на Международния наказателен съд за евентуални престъпления срещу човечеството, извършени от либийските власти при опитите им да потушат антиправителствените демонстрации в страната, започнали през февруари 2011 г. Проектът за текст на резолюцията е изготвен и внесен за разглеждане в Съвета за сигурност на 25 февруари 2011 от три постоянни членки на Съвета – Великобритания, Франция и САЩ.
Резолюция 1970 задължава страните – членки на световната организация, да замразят без отлагане всички активи, други финансови авоари и икономически ресурси, които се намират на тяхна територия и които се притежават или контролират, директно или индиректно, от лица или органи, изброени в резолюцията.
Реозлюцията въвежда забрана за пътуване в чужбина на Муамар Кадафи, на други висши представители на неговата администрация, на някои членове на семейство Кадафи и други техни роднини.
Според текста на резолюцията всички държави членки трябва незабавно да предприемат необходимите мерки, за да прекратят директните и непреките доставки, продажби и прехвърляне към Либийската арабска джамахирия от или през тяхна територия, или от техни граждани, или чрез морски съдове под техен флаг, или чрез самолети, на военно въоръжение и други подобни материали, включително оръжия и амуниции в съответствие с клаузите на резолюцията, отнасящи се до въвеждането на оръжейно ембарго над Либийската страна. Клаузите на резолюцията забраняват на Либия да изнася подобни материали от територията си и задължава държавите членки да не допускат техни граждани да придобиват такива материали от Джамахирията.
Чрез Резолюция 1970 Съветът за сигурност изразява и дълбоко съжаление за грубите систематични нарушения на човешките права, включително репресиите срещу мирни демонстранти, изразява тревога поради смъртта на цивилни и отхвърля еднозначно подстрекателствата към враждебност и насилие срещу населението, отправяни от най-високо равнище в либийското правителство. В Резолюция 1970 членовете на Съвета за сигурност заявяват, че те считат, че широко прилаганите и систематични атаки срещу цивилното население, които понастоящем се случват в Либийската арабска джамахирия, могат да се считат за престъпление срещу човечеството. В тази връзка Съветът призовава Либийската страна да си сътрудничи с Международния наказателен съд във връзка със започнатото от него разследване на събитията в страната след 15 февруари 2011 г., като в същото време признават, че Либия не е страна по Римския статут, с който е създаден Международният съд.
Съветът за сигурност настоява за незабавно прекратяване на насилието и призовава за постъпки към удовлетворяване на законните искания на населението. Съветът призовава либийските власти да осигурят безопасността на всички чужди граждани и тяхното имущество и да подпомогнат онези от тях, които искат да напуснат страната.
Резолюция 1970 също призовава Либия да осигури свободен достъп до територията си на хуманитарни и медицински доставки, на хуманитарни организации и работници и настоява за незабавно вдигане на ограниченията за медиите.
Резолюция 1970 е приета единодушно на закрито заседание на Съвета за сигурност след ожесточени спорове между неговите членове. Най-оспорвани се оказват клаузите на Резолюцията, които се отнасят до сезирането на Международния съд в Хага, срещу което първоначално се обявява Китайската народна република.